# Zeglingen
Zeglingen es una comuna suiza del cantón de Basilea-Campiña, situada en el distrito de Sissach. Limita al norte con las comunas de Kilchberg y Wenslingen, al noreste con Oltingen, al este con Rohr (SO), al sureste con Lostorf (SO), al suroeste con Wisen (SO), y al oeste con Häfelfingen y Rünenberg.

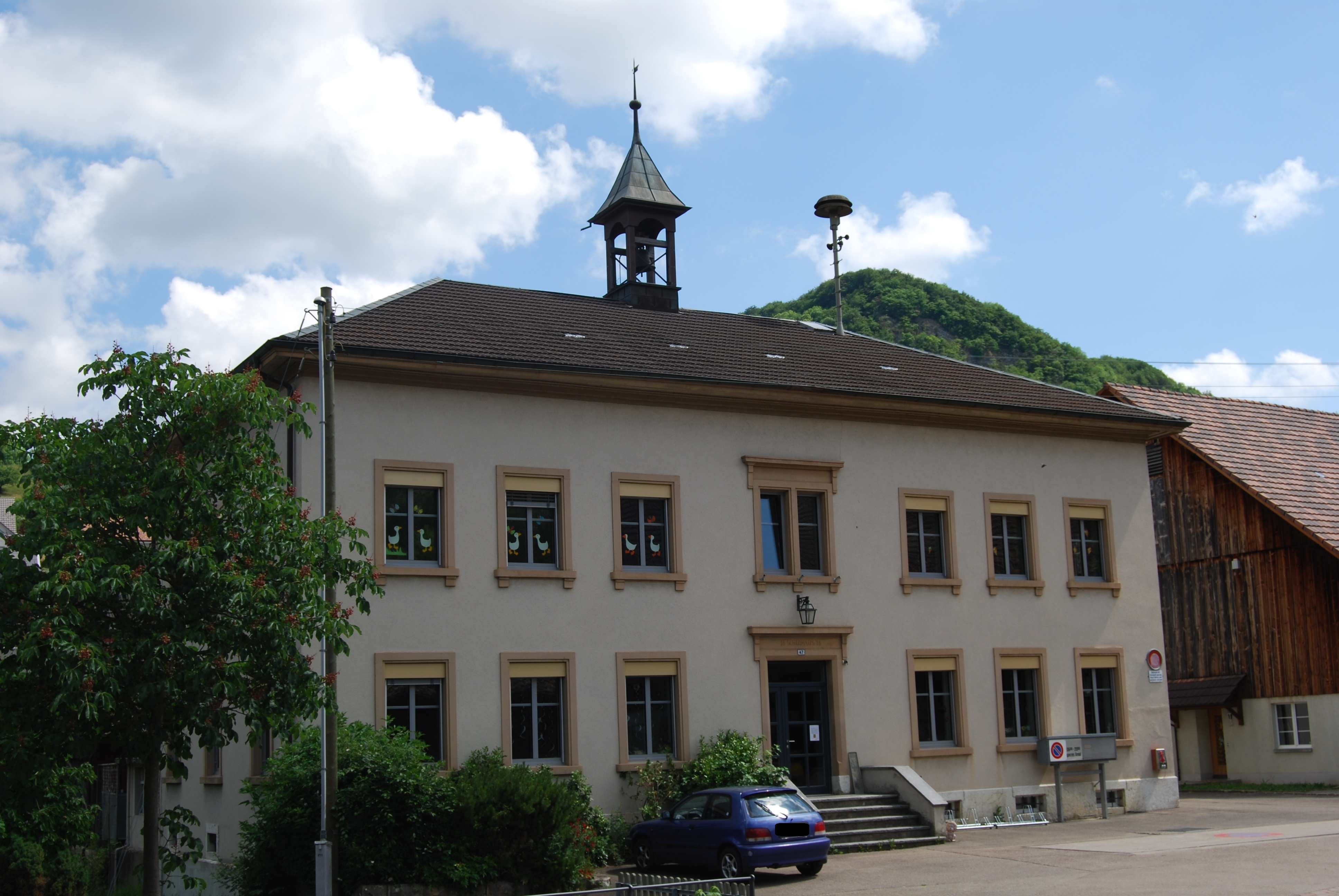
Zeglingen